# حسن عبد الرسول
حسن عبد الرسول (1951 - 25 ديسمبر 2016)، ممثل كويتي. كانت بدايته في منتصف سبعينات القرن العشرين.

## أعماله

### من المسلسلات
- لعبة الكبار
- درب الزلق.
- الأقدار.
- العتاوية.
- درس خصوصي.
- دلق سهيل.
- إثنان على الطريق.
- سوق المقاصيص.
- لعبة القدر.
- العضب.
- الحريم.
- الحيالة.
- حبل المودة.
- لاهوب.
- عيون الحب.
- التنديل.
- عمر الشقا.
- الظل الأبيض.
- أيام الفرج.
- البلشتي.
- المنقسي.

### من المسرحيات
- ضحية بيت العز.
- فرسان المناخ.
- سيف العرب.
- علاء الدين.
- إستجواب.
- جنون البشر.
- مراهق في الخمسين.
- قناص خيطان.

## وفاته
خضع لجراحة لاستئصال ورم في القولون، إلا أن الورم عاود الظهور مرة أخرى، ما استدعى سفره إلى ألمانيا للعلاج، وظل طريح الفراش، حتى صباح 25 ديسمبر 2016 حيث أنهت أزمة قلبية حياته.

## روابط خارجية
- حسن عبد الرسول على موقع IMDb (الإنجليزية)
- حسن عبد الرسول على موقع قاعدة بيانات الأفلام العربية